# Johann Georg von Langen

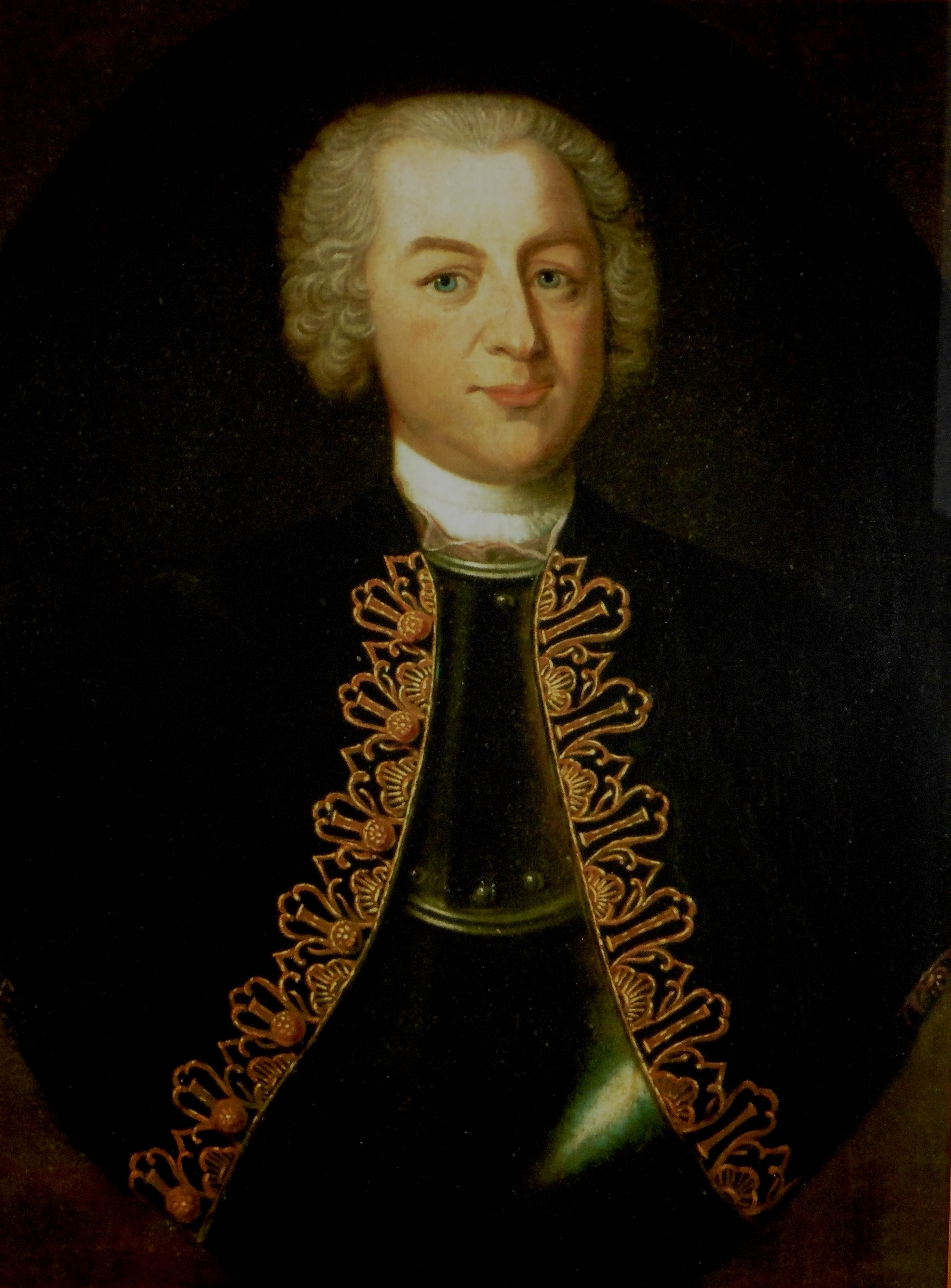
Johann Georg von Langen

Johann Georg von Langen, född 22 mars 1699 i Oberstadt, Sachsen-Gotha-Altenburg, död 25 maj 1776 på jaktslottet Jægersborg vid Köpenhamn, var en tysk skogsman.
Langen utförde ett grundläggande arbete för skogshushållningen såväl i Tyskland som i Norge och Danmark. Sålunda var han den förste, som på Harz (1728) föryngrade skogen genom odling. År 1736 inkallades han till Norge och medtog dit flera andra tyska skogsmän, bland dem sin yngre broder Franz Philipp von Lange (död 1751 i Blankenburg). Bröderna utgjorde i Norge en forstkommission med uppgift att samla upplysningar om skogsförhållandena och sågverksrörelsen i landet. De utförde ett för sin tid ovanligt framgångsrikt arbete. 
När forstkommissionen 1739 efterträddes av ett generalforstamt (Norges första skogsstyrelse), blev bröderna medlemmar av detta; efter dess upphävande, 1746, återvände de till Tyskland, där de verkade som skogsmän i Braunschweig. År 1763 inkallades Johann Georg von Langen till Danmark, där han ordnade skogsväsendet på Själland, och genom hans energi blev omkring 1 700 tunnland planterade med skog. Till Tyskland införde han lärkträd och brödtall från Schweiz och gråal från Norge, till Danmark gran, tall, lärkträd och silvergran.
Langen, "den ordnade skogshushållningens fader", kan säkerligen räknas som 1700-talets mest framstående och initiativrike skogsman.